# سونيا جونسون
سونيا جونسون (بالإنجليزية: Sonja Johnson)‏ هي متسابقة الحدث وفارسة أسترالية، ولدت في 14 ديسمبر عام 1967، في ألباني في أستراليا.

## وصلات خارجية
- سونيا جونسون على موقع أوليمبيديا (الإنجليزية)
- سونيا جونسون على موقع اللجنة الأولمبية الأسترالية (الإنجليزية)